# 波兰宪法
波兰宪法，正式名称为波兰共和国宪法（波蘭語：Konstytucja Rzeczypospolitej Polskiej），是波兰的宪法，于1997年4月2日制定。它于1997年4月2日由國民議會通过，1997年5月25日经全国公民投票批准，1997年7月16日由波兰总统颁布，并于1997年10月17日生效。